# Musée de la Chapelle de la Visitation
Musée de la Chapelle de la Visitation er et kunstmuseum i Monaco.
Museet ligger i et hus tegnet af Marc-Antoine Grigho fra det 17. århundrede. Bygningen var oprindeligt et kloster tilhørende nonneordnen Salesianerne. Det var opført på anledning af fyrstinde af Monaco Catherine Charlotte de Gramont, gift med Ludvig af Monaco. Museet har siden slutningen af 1990erne fremvist Barbara Piasecka Johnson samlingen, som indbefatter religiøse malerier fra det 17. århundrede af Francisco Zurbarán, José de Ribera, Peter Paul Rubens og flere italienske barokmalere.

43°43′54″N 7°25′30″Ø / 43.7317°N 7.4251°Ø